# Gurgltal
Das Gurgltal ist ein breites Seitental des Oberinntals in Tirol, das bei Imst nach Nordosten abzweigt. Es trennt die Lechtaler Alpen im Westen vom Mieminger Gebirge im Osten und wird vom Gurglbach durchflossen, der bei Imst in den Inn mündet. Im Tal liegen die Orte Tarrenz und Nassereith, letzterer am Ende des Tals. Weiter nach Norden schließt sich der Fernpass an.
Das Tal wurde in der Eiszeit von einem Seitenarm des Inntalgletschers ausgeschürft, dessen Zunge bis nach Garmisch-Partenkirchen reichte. Während der Eiszeiten wurden 150 m mächtige Bändertone abgelagert, die den Talboden wasserdicht abschließen. 
Der Talboden wird hauptsächlich als Wiese genutzt. Charakteristisch sind die vielen, verstreuten Heustadel am Talboden. Sie kamen dadurch zustande, dass der Grund bei jedem neuen Erbfall unter den Erben aufgeteilt wurde (Realteilung). Das verhinderte auch eine intensive Bewirtschaftung mit Maschinen und so ist die Landwirtschaft noch weitgehend naturnah geblieben.
Der Talboden war einst ein weitläufiges Sumpfgebiet, und heute noch gibt es einige Niedermoore und Feuchtwiesen. Diese Kulturlandschaft bietet zahlreichen Pflanzenarten und Vögeln einen Lebensraum und konnte bisher vor größeren Eingriffen bewahrt werden. Zu den seltenen Tieren, die hier einen Lebensraum gefunden haben, gehören Birkenspinner, der Nagelfleck (Aglia tau), der Schwalbenschwanz (Papilio machaon), der Aurorafalter (Anthocharis cardamines), viele Libellenarten und der Deutsche Skorpion (Euscorpius germanus), der hier sein nördlichstes Verbreitungsgebiet hat.
Das Gurgltal war über Jahrhunderte auch ein bedeutendes Bergbaugebiet. In der Nähe ehemaliger Abbaugebiete ist mit der Knappenwelt Gurgltal   in Tarrenz originalgetreu ein kompletter mittelalterlicher Bergbaubetrieb entstanden, der als Freilichtmuseum geführt wird.
Durch das Gurgltal verläuft die Mieminger Straße (B 189), die von Nassereith weiter über den Holzleitensattel aufs Mieminger Plateau führt und in Nasserreith an die Fernpassstraße (B 179) anschließt. 